# Concili ecumènic
Un concili ecumènic (del grec οικουμένη oikumene, literalment "habitat" i.e. tots els llocs que són habitats pels sers vivents: "mundial" o "general") és, en el catolicisme i en l'ortodòxia de l'est, una reunió dels bisbes de tota l'Església amb la finalitat de discutir i resoldre afers relacionats amb la doctrina i la pràctica de l'Església.
El terme "tota l'Església", per l'ortodòxia de l'est està conformada pels cristians ortodoxos de l'est i les jurisdiccions en comunió amb la seva doctrina. No inclou altres patriarques ni Roma. Igualment, pel catolicisme, "tota l'església" significa "només" els que estan en completa comunió amb l'Església Catòlica, però, per a alguns, ha d'incloure a les esglésies ortodoxes si ha de ser veritablement ecumènic. Joan Pau II va dir que l'església necessita respirar amb "dos pulmons".
Les reunions locals són anomenades "sínodes" (del grec σύνοδος synodos, de "syn", amb i "odos", camí).

## Llista de concilis ecumènics

### Concili de Jerusalem
- Concili dels Apòstols o de Jerusalem.[2] Segons els Fets dels Apòstols el més antic Concili fou convocat per Sant Pere, als volts de l'any 50, celebrat a casa de Sant Jaume (Fets 21, 18) i rellevà als pagans convertits al cristianisme de les observances judaiques, com la llei Mosaica, i entre elles la circumcisió que era la més important, doncs aquesta petita intervenció es converteix en el "signe" per excel·lència del poble escollit:

Circumcidareu el vostre prepuci, i aquest serà el signe de l'aliança entre jo i vosaltres. De generació en generació, tots els infants mascles seran circumcidats el vuitè dia d'haver nascut. (Gènesi 17, 11-12)
Per Pere i Jaume l'església naixent no pot adreçar-se als pagans o gentils, és a dir els incircumcisos, ja que el mateix Jehovà així li ho revelà a Abraham: Tot home que no hagi estat circumcidat serà exclòs del poble, perquè haurà trencat la meva aliança. Aquest és el fort debat del Concili que s'acaba amb el que es coneix com el ritu de la purificació proposat per Sant Pau, és a dir, substituint la circumcisió pel bateig i amb l'observació d'alguns preceptes de la llei mosaica: Pel que fa als pagans que s'han convertit a la fe, ja els vam fer arribar les nostres decisions: que es guardessin de la carn sacrificada als ídols, de menjar sang, de menjar animals ofegats i de les relacions sexuals il·legítimes. (Fets 21, 25)

### Primers set concilis cristians
Els primers 7 concilis són acceptats pel catolicisme i el cristianisme ortodox. El protestantisme accepta només la doctrina del primer concili, i petites porcions dels altres 6 (principalment en el rebuig de les doctrines del monotelisme, arrianisme, nestorianisme i monofisisme).
- 1. Concili de Nicea I, (325): repudià l'arrianisme, adoptà el Credo de Nicea i establí el cànon de la Bíblia.
- 2. Concili de Constantinoble I, (381), revisà el Credo de Nicea.
- 3. Concili d'Efes, (431): Darrer reconegut per la comunió ortodoxa oriental. Rebutjà el nestorianisme i proclamà Maria com la "Mare de Déu" (en grec Θεοτόκος), i prohibí cap alteració al Credo de Nicea que no fos feta per un Concili Ecumènic
- 4. Concili de Calcedònia, (451): rebutjà la doctrina del monofisisme, descrivint les dues naturaleses de Crist (humana i divina), i adoptà el Credo de Calcedònia.
- 5. Concili de Constantinoble II, (553): reafirmà les decisions exposades en els concilis anteriors, condemnà els nous escrits arrians, nestorians i monofisites.
- 6. Concili de Constantinoble III, (680-681): rebutjà el monotelisme, afirmà que Crist tenia voluntat humana i divina.

Concili de Trullo o Concili Quinisext (= Cinquè i sisè), (692); En certa forma, és un concili administratiu que eleva alguns canons locals al estatus ecumènic i estableix principis de disciplina clerical. No és considerat formalment un concili ja que no va determinar aspectes de doctrina. Aquest concili és acceptat per l'Església Ortodoxa de l'est com a part del Tercer Concili de Constantinoble, però és rebutjat pels Catòlics.
- 7. Concili de Nicea II, (787): restauració de la veneració de les icones i la fi del primer iconoclasme.

### Concilis vuitè i novè

#### Pels catòlics
- 8. Concili de Constantinoble IV, (869-870): deposà al patriarca de Constantinoble
- 9. concili del Laterà I, (1123).

#### Per alguns ortodoxos de l'est
- 8. Concili de Constantinoble IV, (879-880): restaurà al patriarca de Constantinoble i anatematitza a qui alterés el Credo de Nicea/Constantinoble.
- 9. Concili de Constantinoble V, (1341-1351): afirmà la teologia hesicasta, d'acord amb Sant Gregori Palamàs, i condemnà al filòsof Barlaam de Calàbria.

Sínode de Jerusalem, (1672); definit "Ortodox" en relació al Catolicisme i Protestantisme; definit Ortodox Grec pels canons bíblics.

### Concilis romans
| Número | Nom                                     | Any       | Papa                        | Resum |
| ------ | --------------------------------------- | --------- | --------------------------- | --- |
| 10     | Concili del Laterà II                   | 1139      | Innocenci II                | Repetí el primer concili. A més, es prohibí el matrimoni del clergat, es regulà llur vestimenta, i els atacs al clergat són castigats amb l'excomunió. |
| 11     | Concili del Laterà III                  | 1179      | Alexandre III               | Limità les eleccions papals als cardenals, condemnà la simonia i prohibí la promoció al bisbat abans dels 30 anys. |
| 12     | Concili del Laterà IV                   | 1215      | Innocenci III               | Tractà de la transsubstanciació, de la primacia del papa i de la conducta del clergat. També declarà que els jueus i musulmans han d'utilitzar vestimentes especials per a diferenciar-los dels cristians. Nova definició, per motius desconeguts, dels graus de parentiu en els quals el matrimoni no seria considerat incestuós. |
| 13     | Concili de Lió I                        | 1245      | Innocenci IV                | Establí el color roig pels cardinals, i imposà un impost en la Terra Santa. |
| 14     | Concili de Lió II                       | 1274      | Gregori X                   | Conquesta de Terra Santa, la unió amb l'Església Ortodoxa i el sistema d'elecció papal. |
| 15     | Concili de Viena                        | 1311-1312 | Climent V                   | Dissolgué l'orde del Temple (cavallers del Temple). |
| 16     | Concili de Constança                    | 1414-1418 | Gregori XII i Martí V       | |
| 17     | Concili de Basilea, Ferrara i Florència | 1431-1445 | Eugeni IV                   | És una reconciliació amb l'Església Ortodoxa, que no va ser acceptada immediatament pels cristians de l'est. En aquest concili es van assolir unions amb diverses esglésies de l'est. |
| 18     | Concili del Laterà V                    | 1512-1517 | Juli II i Lleó X            | Intentà reformar l'Església. |
| 19     | Concili de Trento                       | 1545-1563 | Pau III, Juli III i Pius IV | Fou la resposta als qüestionaments del calvinisme i el luteranisme, i imposà la uniformitat en la litúrgia del ritu romà. |
| 20     | Concili Vaticà I                        | 1870      | Pius IX                     | Establí la doctrina de la infal·libilitat del papa. |
| 21     | Concili Vaticà II                       | 1962-1965 | Joan XXIII i Pau VI         | Renovà la litúrgia romana, "d'acord amb la norma prístina dels pares"; establí decrets pastorals sobre la naturalesa de l'església i la seva relació amb el món modern; restaurà la teologia de la comunió; promogué l'estudi bíblic; i marcà l'inici del progrés ecumènic de reconciliació amb altres esglésies cristianes.       |